# アデール環
アデール環(adele ring) （単にアデールと呼ぶ事もある）とは、有理数の体（あるいはより一般的な任意の代数体）の上に構成された自己双対な位相環であり、整数論における基本的な対象である。アデール環は有理数体の全ての完備化の情報をもっている。
アデール環は、はじめ類体論の簡素化と明確化のためにクロード・シュヴァレー(Claude Chevalley)により導入されたが、現代の整数論では欠かせない概念となっている。
アデール環の乗法群を代数体の乗法で割ってできる群は類体論において中心的な対象である。また多項式の有理数解を研究するディオファントス幾何学(Diophantine geometry)において、まず有理数体をふくむ完備なアデール環において解を発見し、それが実際に有理数体における解となるかを決定するという手法をとることもある。
「アデール」という用語は、「additive idèle」（加法的なイデール）を短くしたものであり、アンドレ・ヴェイユ(André Weil)により導入された。それ以前の名前は「付値ベクトル(the valuation vectors)」であった。歴史的には、完備化を使わず定義された再部分化の環(the ring of repartitions)（現在はプレ-アデール(pre-adèle)と呼ばれることもある）がはじめに考えられ、その後アデールが定義された。

## 定義
整数の射有限完備化 {\displaystyle {\widehat {\mathbb {Z} }}} は、環 {\displaystyle \mathbb {Z} /n\mathbb {Z} } の逆極限
{\displaystyle {\widehat {\mathbb {Z} }}=\varprojlim \,\mathbb {Z} /n\mathbb {Z} }
である。中国の剰余定理により、これは全てのp-進整数環の積に同型である。
{\displaystyle {\widehat {\mathbb {Z} }}=\prod _{p}\mathbb {Z} _{p}.}
整アデールの環(ring of integral adeles) AZ は、積
{\displaystyle \mathbb {A} _{\mathbb {Z} }=\mathbb {R} \times {\widehat {\mathbb {Z} }}}
である。
有理アデールの環(ring of rational adeles) AQ はテンソル積
{\displaystyle \mathbb {A} _{\mathbb {Q} }=\mathbb {Q} \otimes _{\mathbb {Z} }\mathbb {A} _{\mathbb {Z} }}
である（AZ が開いた環となるような位相を入れる）。
さらに一般的な任意の代数体 F のアデールの環 AF はテンソル積
{\displaystyle \mathbb {A} _{F}=F\otimes _{\mathbb {Z} }\mathbb {A} _{\mathbb {Z} }}
である（AQ の {\displaystyle \deg(F)} 個のコピーの積として位相を入れる）。
（有理）アデール環は、全てのp-進完備化 Qp と実数（もしくは、言い換えると、有理数の全ての完備化）の制限直積(restricted product)
{\displaystyle \mathbb {A} _{\mathbb {Q} }=\mathbb {R} \times {\prod _{p}}'\mathbb {Q} _{p}}
として定義することができる。この場合、制限直積とは、アデール (a∞, a2, a3, a5, …) について、有限個を除いて ap がp-進整数となっていることを言う。
有限体の函数体のアデールは、同じような方法で定義することができ、全ての完備化の制限直積として定義される。

## 性質
アデール環は、上で定めた位相に関して局所コンパクトで完備な群である。この群は、その指標群に位相群として同型であるという意味で、自己双対である。アデール環は、数体や函数体を離散的余コンパクト(co-compact)な部分群として持っている。同様に、イデールと呼ばれるアデールの乗法群も、以下に定義するトポロジーに関して局所コンパクトである。

## イデール群
アデール環の可逆元の群をイデール群(idele group, idèle group)と言う。イデールの概念はイデアルの修正であって、シュヴァレー (Chevalley) によって導入され、"ideal element"（略して "id. el."）と名前を付けた。ここでイデールはアデールの部分集合であるが、イデールの位相はアデールの位相の制限位相ではない。なぜなら逆元を求める写像はこの位相で連続でなくなる。代わりに、イデールは xy = 1 である全てのペア (x, y) ∈ A × A からなる閉部分集合に誘導位相を入れたものと同一視される。イデール群は、局所整な単元の部分群に関して局所体の単数群の制限直積(restricted product)として実現される。イデールは局所コンパクトな位相群をなす。
主イデール(principal idele)は、数体や函数体の可逆元の対角埋め込みによって与えられ、主イデールによるイデール群の商は、イデール類群(idele class group)である。 これは類体論の重要な対象で、体のアーベル拡大を記述する。局所類体論(local class field theory)の局所相互写像の積は、数体と函数体の最大アーベル拡大のガロア群へイデール群からの準同型を与える。ガウスの二次相互法則を高度に一般化したアルティン相互法則は、この積が数体の乗法群上では 0 となることをいっている。このようにして、イデール類群から体の絶対ガロア群のアーベル的な部分への大域相互法則が得られる。

## 応用
有限体上の曲線の函数体のアデールの自己双対性から曲線のリーマン・ロッホの定理や曲線の双対理論がみちびかれる。
アデールは局所コンパクトアーベル群であるから、非自明な変換不変測度を持っている。同様に、イデール群も非自明な変換不変測度を持っていて、ゼータ積分を定義することに使える。ゼータ積分は岩澤健吉とジョン・テイト(John Tate)の論文で明確に導入された。ゼータ積分は数体や函数体のゼータ函数のいくつかの重要な性質を研究することを可能とする。その美しく簡潔な方法は、有理型函数の函数等式をアデールの調和解析と自己双対性の単純な応用へと還元する方法である。テイト論文を参照。
代数群の理論と結合した環 A はアデール的代数群を導く。有限体上の滑らかな曲線の函数体に対し、そのアデール環の乗法群（つまり、GL(1)）の曲線の函数体の乗法群と整アデールの単数群による商は、すなわち、局所的に整である成分を持つアデールは、曲線のラインバンドルの同型群と同型である。このように、アデール環は幾何学的な情報を持っている。アンドレ・ヴェイユ(André Weil)が既に指摘したことであるが、これを GL(n) について同様の構成を行うと曲線上の階数 n のベクトルバンドルの同型類全体のなす集合と同型となる。
数論の他の重要な対象として、アデール的 GL(n) の保型表現があり、GL(n) による商の上の二乗可積分複素数値函数の空間の構成要素となっている。これらは、ラングランズ・プログラムで中心的な役割を果たし、体のガロア群の有限次表現の研究となり、類体論の非可換拡大の研究のひとつとなっている。
この理論の別の発展は、アデール的線型代数群の玉河数(Tamagawa number)に関連している。玉河数は、G(Q) を G(A) へ関連付ける体積測度で、言わば、どのようにして G(A) の中の離散群である G(Q) を G(A) の中にあるのかということを測る数値である。玉河数についてのヴェイユの予想(Weil conjecture on Tamagawa numbers)は、単連結な G に対して玉河数は常に 1 であろうという予想であった。この予想はヴェイユの現代的な二次形式の理論の扱いから来ている。証明は場合によって異なり、数十年を要し、最終的には1988年ロバート・コットウィッツ(Robert Kottwitz)、1989年の V. I. チェルノウソフ(V. I. Chernousov)により得られた。玉河数の考え方の影響は、バーチ・スウィンナートン＝ダイアー予想の定式化の中で使うことを通して、また、スペンサー・ブロッホ(Spencer Bloch)や加藤和也や他の多くの数学者によって開拓された玉河数予想を通して、アーベル多様体の数論の中に生きている。

## 参照項目
- シュヴァルツ・ブリュア函数（英語版）(Schwartz–Bruhat function)